# Stefan "Lill-Lövis" Johansson
Stefan Nils Edwin "Lill-Lövis" Johansson, född 8 september 1956 i Sandsbro i Växjö, är en svensk racerförare.

## Racingkarriär
Smeknamnet "Lill-Lövis" är ett diminutiv till hans far Roland, som kallades "Lövis", efter familjegården Lövåsen. Johansson debuterade i Formel 1 i Argentinas Grand Prix 1980. Han kom under sin F1-karriär som bäst tvåa i fyra lopp. 1992–1996 körde han i PPG Indycar World Series (Champ Car World Series) där han som bäst blev trea vid fyra tillfällen. 
Johansson tävlade även i sportvagnar. 15 juli 1984 körde han tillsammans med Ayrton Senna och Henri Pescarolo in på en åttonde plats i en Porsche 956 i World Sportscar Endurance Championship på Nürburgring. 
1996 var han inblandad i en krasch med dödlig utgång för Jeff Krosnoff i Indycar. De båda förarnas hjul kom i kontakt och Krosnoffs bil blev luftburen och slog i stängsel och ett träd. Krosnoff dog omedelbart och loppet avslutades direkt. Även en banfunktionär, Gary Avrin, dog i samband med kraschen då han fick Krosnoffs högra framhjul på sig.
Johansson vann Le Mans 24-timmars 1997 tillsammans med sin förre stallkamrat i Ferrari, Michele Alboreto, och Tom Kristensen i en TWR Porsche.
2003 tävlade Johansson i Le Mans 24-timmars i en Audi R8 för Team ADT Champion Racing tillsammans med Emanuele Pirro och JJ Lehto. Samma år startade Johansson ett eget stall i den amerikanska Champ Car World Series,'American Spirit Team Johansson'. Stallets budget var ytterst begränsad, men Johansson lyckades ändå värva vännen Jimmy Vasser till jobbet som stallets försteförare. Vasser var meriterad och hade vunnit titeln 1996, men han lyckades inte locka med sig några långsiktiga sponsorer. Spirit/Johansson vann sitt sista race, då Ryan Hunter-Reay tog en överraskande seger på Surfers Paradise i Lexmark Indy 300. Efter säsongen upplöstes teamet.
Under 2007 och 2008 var Johansson en av förarna i motorsportserien Speedcar i Asien. Han gjorde debut som expertkommentator i Viasat Motor under Formel 1-säsongen 2009.
2014 blev det klart att Johansson kommer att köra en full säsong i sportvagnsmästerskapet  FIA World Endurance Championship (WEC). Han kommer att köra en LMP2-prototyp (Oreca 03-Nissan) med nummer 23 tillsammans med Mike Conway och Shinji Nakano för Delta-ADR/Millennium Racing. Mästerskapet sträcker sig över åtta deltävlingar med premiär på Silverstonebanan i England 20 april och avslutning i São Paulo Brasilien 30 november.  Höjdpunkten i serien kommer att vara det prestigefyllda Le Mans 24-timmars, 14-15 juni.
Johansson har också en vingård i Mendoza i Argentina och han hoppas kunna introducera sitt eget vin på den svenska marknaden.

## F1-karriär

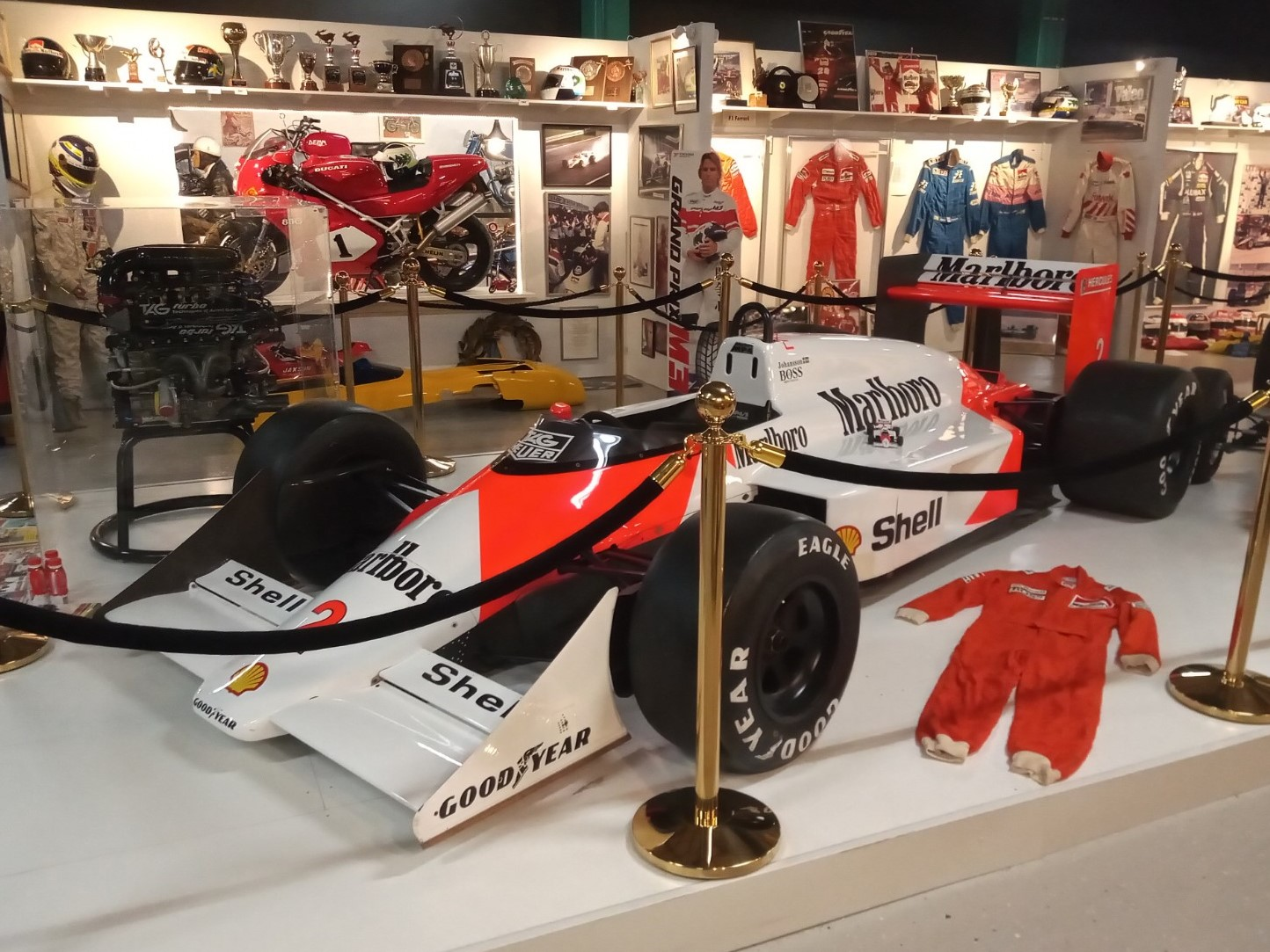
Stefan Johanssons F1-bil 1987, en McLaren-TAG, utrustning, priser som Johansson fått. Bild från bilmuseet Autoseum i Simrishamn.

| Säsong | Stall/Tillverkare                                         | Poäng | Placering |
| ------ | --------------------------------------------------------- | ----- | --------- |
| 1980   | Shadow-Ford                                               | 0     | –         |
| 1983   | Spirit-Honda                                              | 0     | –         |
| 1984   | Tyrrell-Ford Toleman-Hart                                 | 0 3   | 16        |
| 1985   | Tyrrell-Ford Ferrari                                      | 0 26  | 7         |
| 1986   | Ferrari                                                   | 23    | 5         |
| 1987   | McLaren-TAG                                               | 30    | 6         |
| 1988   | Ligier-Judd                                               | 0     | –         |
| 1989   | Onyx-Ford                                                 | 6     | 11        |
| 1990   | Onyx-Ford                                                 | 0     | –         |
| 1991   | AGS-Ford Arrows (Footwork-Porsche) Arrows (Footwork-Ford) | 0     | –         |

| 1. Kanada 1985 2. USA 1985 3. Belgien 1987 4. Tyskland 1987 |

| 1. Belgien 1986 2. Österrike 1986 3. Italien 1986 4. Australien 1986 5. Brasilien 1987 6. Spanien 1987 7. Japan 1987 8. Portugal 1989 |

| 1. Storbritannien 1984 2. Tyskland 1984 3. Nederländerna 1984 4. Kanada 1989 |